# Açude Farias de Souza
O açude Farias de Sousa ou também conhecido como açude das Flores, está localizado no leito do rio Curtume, pertencente à bacia do Parnaíba, na região noroeste do Ceará. Concluído em 1983.